# Noboru Ishiguro
Noboru Ishiguro (石黒昇,, Ishiguro Noboru) (Tóquio, 24 de agosto de 1938 - Kawasaki, 20 de março de 2012) foi um animador, produtor e diretor de animação japonês que foi notavelmente conhecido por dirigir os animes das séries, Guerra das Galáxias, Patrulha Estelar, Legend of the Galactic Heroes, Noozles, Megazone 23, entre outros.